# Fissistigma maclurei
Fissistigma maclurei är en kirimojaväxtart som beskrevs av Elmer Drew Merrill. Fissistigma maclurei ingår i släktet Fissistigma och familjen kirimojaväxter. Inga underarter finns listade i Catalogue of Life.